# John Baldwin (Eiskunstläufer)
John Martin Baldwin, Jr. (* 18. Oktober 1973 in Dallas, Texas, USA) ist ein US-amerikanischer Eiskunstläufer. Zurzeit startet er zusammen mit Rena Inoue im Paarlauf. Auch privat sind die beiden ein Paar. Sie sind zweifache US-amerikanische Meister im Paarlauf.

## Werdegang
John Baldwin kommt aus einer Eislauffamilie. Sein Vater, John Baldwin Sr., startete in den 1960er Jahren als Einzelläufer. Sein Bruder Don Baldwin nahm ebenfalls an Wettkämpfen im Eiskunstlauf der Herren teil. Auch John Baldwin Jr. war zunächst Einzelläufer.
Auf Anraten seines Vaters wechselte er zum Paarlauf mit Rena Inoue.
Rena Inoue und John Baldwin Jr. sind das erste Sportpaar, das einen dreifachen Wurfaxel im Wettkampf perfekt zeigen konnte. Das gelang ihnen erstmals bei den US-amerikanischen Meisterschaften 2006, und sie konnten dieses Element auch bei der Kurzkür zu den Olympischen Winterspielen 2006 wiederholen. Trainer des Paares ist Peter Oppegard. John Baldwin startet für den Klub „All Year FSC“. Er wohnt in Santa Monica, Kalifornien.

## Ergebnisse

### Paarlauf
(mit Rena Inoue)
| Wettbewerb/Wintersaison          | 2000–2001 | 2001–2002 | 2002–2003 | 2003–2004 | 2004–2005 | 2005–2006 | 2006–2007 |
| -------------------------------- | --------- | --------- | --------- | --------- | --------- | --------- | --------- |
| Olympische Winterspiele          | -         | -         | -         | -         | -         | 7.        | -         |
| Weltmeisterschaften              | -         | -         | 10.       | 10.       | 11.       | 4.        | 8.        |
| Vier-Kontinente-Meisterschaften  | -         | 7.        | -         | 4.        | -         | 1.        | 3.        |
| US-amerikanische Meisterschaften | 11.       | 4.        | 3.        | 1.        | 2.        | 1.        | 2.        |
| Grand-Prix-Finale                | -         | -         | -         | -         | 6.        | -         | 4.        |

### Einzellauf
| Wettbewerb/Wintersaison          | 1989–1990 | 1990–1991 | 1991–1992 | 1992–1993 | 1993–1994 | 1994–1995 | 1995–1996 | 1996–1997 | 1997–1998 | 1998–1999 | 1999–2000 |
| -------------------------------- | --------- | --------- | --------- | --------- | --------- | --------- | --------- | --------- | --------- | --------- | --------- |
| Juniorenweltmeisterschaften      | 3.        | -         | -         | -         | -         | -         | -         | -         | -         | -         | -         |
| US-amerikanische Meisterschaften | -         | 1.J       | -         | -         | 13.       | 9.        | 11.       | 13.       | 12.       | 13.       | 15.       |

- J=Junioren